# Laal Singh Chaddha
Pour plus de détails, voir Fiche technique et Distribution.
Laal Singh Chaddha est une comédie dramatique indienne de langue hindie réalisée par Advait Chandan, sortie en 2022. C'est un remake du film américain de 1994 Forrest Gump, lui-même adapté du roman éponyme de Winston Groom, publié en 1986.

## Synopsis
Le film suit le destin de Laal Singh Chaddha, homme simple d'esprit mais au grand cœur, en parallèle avec plusieurs événements marquants de l'histoire de l'Inde entre les années 1970 et les années 2010.

## Fiche technique
- Titre original et français : Laal Singh Chaddha
- Réalisation : Advait Chandan (en)
- Scénario : Atul Kulkarni (en)
- Musique : Pritam
- Costumes : Maxima Basu (en)
- Photographie : Satyajit Pande
- Montage : Hemanti Sarkar
- Production : Aamir Khan, Kiran Rao et Pawandeep Singh
  - Production exécutive : Prasanth Kumar Chandran, Armit Chhabra et Navmeet Singh
  - Production déléguée : Radhika Chaudhari (en) et Sanjeevkumar Nair
  - Coproduction : Srinivas Rao
- Sociétés de production : Aamir Khan Productions, Viacom18 Studios (en)
- Société de distribution : Paramount Pictures
- Pays de production :  Inde
- Langue originale : hindi
- Format : couleur — 2,35:1
- Genre : comédie dramatique
- Durée : 159 minutes
- Date de sortie :
  - Monde : 11 août 2022

## Distribution
- Aamir Khan : Laal Singh Chaddha
- Kareena Kapoor : Rupa D'Souza
- Naga Chaitanya : Balaraju « Bala » Bodi
- Mona Singh (en) : la mère de Laal Singh Chaddha
- Manav Vij (en) : Mohammad
- Shahrukh Khan : lui-même (caméo)

## Production
L'adaptation du scénario d'Eric Roth a subi une série de changements sur une vingtaine d'années. Atul Kulkarni (en) aurait passé les dix premières à adapter le scénario, puis dix autres à obtenir les droits d'adaptation.[réf. nécessaire] Aamir Khan a acquis les droits du film début 2018, avec l'aide de la productrice Radhika Chaudhari (en).
Le tournage de Laal Singh Chaddha a commencé en octobre 2019 et s'est terminé en septembre 2021, après plusieurs retards dus à la pandémie de Covid-19. La sortie mondiale a été fixée au 11 août 2022, jour de la fête indienne de Raksha bandhan et à quelques jours de la fête nationale.
La musique du film est de Tanuj Tiku, tandis que les chansons originales sont composées par Pritam, sur des paroles d'Amitabh Bhattacharya (en).